# Åke Hammarberg
Sven Torsten Åke Hammarberg, född 14 januari 1900 i Stockholm, död 1 december 1974, var en svensk skulptör.

## Biografi
Hammarberg var son till skulptören Eugén Hammarberg och dennes maka Wilhelmina Henrietta Sandahl. Han studerade vid Tekniska skolan i Stockholm 1920–1922 och fortsatte därefter med praktik i sin fars ateljé innan han studerade för Émile-Antoine Bourdelle vid Académie de la Grande Chaumière i Paris 1928–1930 och för Henri Bouchard, Paul Landowski och Paul Niclausse vid Académie Julian samt för Nils Sjögren vid Konsthögskolan i Stockholm 1931–1935.
Han specialiserade sig tidigt på porträttbyster; bland annat utförde han en porträttbyst över konstnären Knut Hanqvist 1933, men efter 1935 ägnade han sig huvudsakligen åt medaljkonst som skulptör. Av de flera hundra medaljförlagorna märks bland annat de över Carl von Linné gjuten 1939 och M/S Albatross oceanografiska expedition gjuten 1948. Han ställde ut med porträttbyster på Parissalongen 1929 och 1930 samt medverkade i den internationella medaljutställningen i Madrid 1951 där han tilldelades en belöningsmedalj i brons. Hammarberg är representerad vid Linköpings museum och Kungliga Myntkabinettet i Stockholm.
Hammarberg var från 1940 gift med Mary Elisabet de Verdier (1913–1969). Makarna Hammarberg är gravsatta på Solna kyrkogård.